# Roxana Zal
Roxana Zal (Malibù, 8 novembre 1969) è un'attrice e stilista statunitense.

## Biografia
Roxana Zal è nata e cresciuta a Malibu, in California. La sua prima comparsa televisiva la fece a 12 anni in una pubblicità; ha avuto quindi diversi ruoli come attrice bambina che la pongono all'attenzione del pubblico e della critica, in particolare in Table for Five (1983) con Jon Voight e Testament (1983) con Jane Alexander.
A soli quattordici anni Zal vince il prestigioso Premio Emmy per aver recitato nel film-tv Quelle strane voci su Amelia, nel quale era una ragazzina molestata dal padre (interpretato da Ted Danson).
Da allora ha continuato ad apparire con frequenza in film e in serie televisive, incluso un episodio di NCIS - Unità anticrimine (2004), fino alla metà degli anni 2000, lasciando poi la professione di attrice e intraprendendo la carriera di stilista.

## Filmografia parziale

### Cinema
- Testament, regia di Lynne Littman (1983)
- I ragazzi del fiume (River's Edge), regia di Tim Hunter (1987)
- Mente omicida (Her Married Lover), regia di Roxanne Messina Captor (1999)
- Agguato nell'isola della morte (Primal Force), regia di Nelson McCormick (1999)
- Scosse mortali (Ground Zero), regia di Richard Friedman (2000)

### Televisione
- Cuore e batticuore (Hart to Hart) – serie TV, 1 episodio (1981)
- The Adventures of Polyanna, regia di Robert Day – film TV (1982)
- Quelle strane voci su Amelia (Something About Amelia), regia di Randa Haines – film TV (1984)
- Una bambina da salvare (Everybody's Baby: The Rescue of Jessica McClure), regia di Mel Damski – film TV (1989)
- Lois & Clark - Le nuove avventure di Superman (Lois & Clark: The New Adventures of Superman) – serie TV, 1 episodio (1995)
- Jarod il camaleonte (The Pretender) – serie TV, 1 episodio (1998)
- Crossing Jordan – serie TV, 1 episodio (2003)
- NCIS - Unità anticrimine (NCIS) – serie TV, episodio 1x18 (2004)
- Watch Over Me – serie TV (2006)

## Doppiatrici italiane
- Claudia Razzi in Una bambina da salvare
- Cinzia Massironi in Agguato sull'isola della morte
- Donatella Fanfani in Watch Over Me